# L'Énigme du serpent noir
Pour plus de détails, voir Fiche technique et Distribution.
L'Énigme du serpent noir (titre allemand : Der Zinker, "Le Siffleur") est un film franco-allemand réalisé par Alfred Vohrer, sorti en 1963.
Il s'agit d'une adaptation du roman d'Edgar Wallace, The Squeaker, traduit en français sous le titre La Mouche. Il fit l'objet d'une précédente adaptation allemande : Le Traître, réalisé par Karel Lamač et Martin Frič, sorti en 1931.

## Synopsis
Depuis des années, un dénommé « Siffleur » sème le trouble dans le milieu délinquant de Londres. Chaque fois qu'il doit revendre ce qu'il a volé, il le propose au plus haut prix. Si les voleurs n'acceptent pas son offre, il les "signale" à Scotland Yard. Lary Greame, un membre important du milieu, lui tend un piège et découvre son identité. Juste avant qu'il ne puisse révéler qui est le « Siffleur », il est assassiné avec le venin d'un mamba noir.
La piste de l'inspecteur Elford le conduit d'abord chez Mme Mulford, la propriétaire d'une animalerie, et le directeur Frank Sutton, car il y a peu de temps un mamba noir a été volé. Beryl, la nièce de Mme Mulford, auteur de romans policiers à succès, et Joshua Harras, journaliste, s'intéressent aussi à l'affaire. La pègre, en particulier le frère de Lary Greame, dit "le Lord", cherche à se venger et prépare un nouveau piège pour le « Siffleur », qui, de plus en plus harcelé, n'hésite pas à tuer de plus en plus violemment.

## Fiche technique
- Titre français : L'Énigme du serpent noir
- Titre allemand : Der Zinker
- Réalisation : Alfred Vohrer, assisté d'Eva Ebner (de)
- Scénario : Harald G. Petersson
- Musique : Peter Thomas
- Direction artistique : Herbert Kirchhoff, Walter Kutz
- Costumes : Hannelore Wessel
- Photographie : Karl Löb
- Son : Clemens Tütsch
- Montage : Hermann Haller
- Production : Horst Wendlandt
- Sociétés de production : Rialto Film, Les Films Jacques Willemetz
- Société de distribution : Constantin Film
- Pays d'origine :  Allemagne de l'Ouest,  France
- Langue : allemand
- Format : Noir et blanc - 2,35:1 - Mono - 35 mm
- Genre : Policier
- Durée : 89 minutes
- Dates de sortie :
  -  Allemagne de l'Ouest : 26 avril 1963.
  -  France : 4 décembre 1963[1].
  -  Finlande : 21 février 1964.
  -  Danemark : 13 avril 1964.
- Affiche : Jean Mascii (France)

## Distribution
- Heinz Drache : Inspecteur Elford
- Barbara Rütting : Beryl Stedman
- Günter Pfitzmann (de) : Frank Sutton
- Eddi Arent : Josua Harras
- Klaus Kinski : Krischna Alexander Jefferson
- Jan Hendriks : Mr. Leslie
- Inge Langen : Millie Trent
- Agnes Windeck : Nancy Mulford
- Wolfgang Wahl (de) : Sergent Lomm
- Siegfried Wischnewski (de) : Le Lord
- Siegfried Schürenberg : Sir Geoffrey Fielding
- Albert Bessler : Le majordome James
- Heinz Spitzner : Le médecin légiste Dr. Green
- Erik von Loewis : Le bijoutier Blazer
- Stanislav Ledinek : Le Champ
- Winfried Groth : Jimmy Graeme
- Michael Chevalier (de) : Larry Graeme
- Heinrich Gies : Brownie
- Fritz Fiedler : Wärter
- Kurt von Ruffin : Le chauffeur
- Fritz Eberth : Porter
- Heinz Petruo (de) : Smith
- Thomas Eckelmann (de) : le fonctionnaire
- Bernd Wilcewski : Harry
- Erik Pukass : Bobby
- Peter von Alten : King
- Dietrich Kerky (de) : Tommy
- Eva Ebner (de) : la secrétaire de Sir Geoffrey Fielding